# Groote Laagte
Groote Laagte – wieś w Botswanie w dystrykcie Ghanzi. Według spisu ludności z 2011 roku wieś liczyła 849 mieszkańców.